# 設置
| ウィキペディアには「設置」という見出しの百科事典記事はありません（タイトルに「設置」を含むページの一覧/「設置」で始まるページの一覧）。 代わりにウィクショナリーのページ「設置」が役に立つかもしれません。 |